# Katharina Liensberger
Katharina Liensberger (* 1. April 1997 in Feldkirch, Vorarlberg) ist eine österreichische Skirennläuferin. Sie gehört seit 2018 der Nationalmannschaft des Österreichischen Skiverbandes an und startet in den technischen Disziplinen Slalom und Riesenslalom.
Bei den Olympischen Winterspielen 2018 in Pyeongchang und bei den Skiweltmeisterschaften 2019 in Åre gewann Liensberger mit dem österreichischen Team die Silbermedaille im Mannschaftsbewerb. Bei den Skiweltmeisterschaften 2021 in Cortina d’Ampezzo gewann sie im Slalom und im erstmals ausgetragenen Parallel-Riesenslalom (ex aequo mit Marta Bassino) jeweils die Goldmedaille sowie im Riesenslalom die Bronzemedaille. In der Saison 2020/21 gewann sie erstmals den Weltcup in der Slalom-Disziplinenwertung. Bei den Olympischen Winterspielen 2022 in Peking gewann Liensberger im Slalom die Silbermedaille sowie im Mannschaftswettbewerb die Goldmedaille.

## Karriere
Katharina Liensberger besuchte von 2003 bis 2007 die Volksschule in ihrem Heimatdorf Göfis. Anschließend besuchte sie von 2007 bis 2009 das Bundesgymnasium Feldkirch, ehe sie im Herbst 2009 an die Skihauptschule in Schruns wechselte und in der Folge von 2011 bis 2016 das Skigymnasium Stams absolvierte. Sie macht eine Ausbildung beim Bundesministerium für Finanzen im Zollwesen.
2015 gewann sie Bronze im Riesenslalom sowie Gold im Mannschaftswettbewerb beim Europäischen Olympischen Winter-Jugendfestival in Malbun. Liensberger gab beim Nachtslalom in Flachau im Jänner 2016 ihr Weltcupdebüt. Dort kam sie allerdings nicht in die Punkteränge. Bei den Juniorenweltmeisterschaften 2016 in Sotschi startete sie in allen Disziplinen und erreichte als bestes Resultat einen siebten Platz im Slalom. Ihren ersten Sieg bei einem Europacup-Rennen erreichte sie am 29. November 2017 bei einem Slalom in Funäsdalen. Beim Slalom am Semmering gewann sie am 29. Dezember 2016 mit Rang 22 erstmals in ihrer Karriere Weltcuppunkte.

### Olympische Winterspiele 2018
Bei den Juniorenweltmeisterschaften 2017 in Åre gewann Liensberger die Silbermedaille im Riesenslalom und im Mannschaftswettbewerb. Am 3. Jänner 2018 fuhr die damals 20-Jährige im Weltcup-Slalom von Zagreb mit der hohen Startnummer 35 auf Rang acht und somit erstmals in die Top Ten eines Weltcuprennens. Bei den Juniorenweltmeisterschaften 2018 in Davos gewann sie am 30. Jänner im Riesenslalom hinter ihrer Teamkollegin Julia Scheib die Silbermedaille und sicherte sich damit die Qualifikation für die Olympischen Winterspiele in Südkorea. Bei den Olympischen Winterspielen in Pyeongchang, im erstmals ausgetragenen Mannschaftswettbewerb, gewann sie am 24. Februar mit dem österreichischen Team die Silbermedaille.

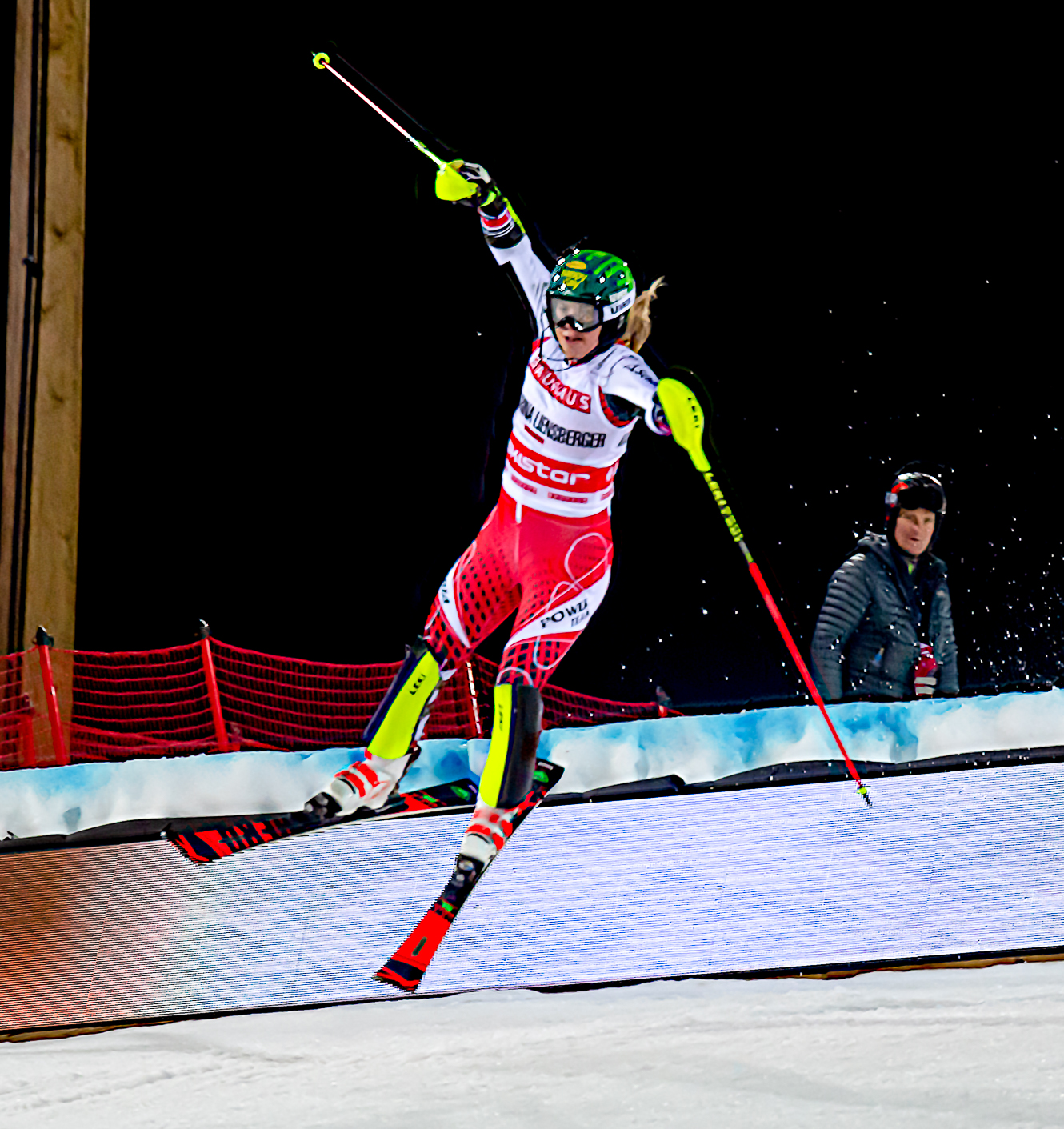
Katharina Liensberger beim City Event in Stockholm am 19. Februar 2019

Am 8. Jänner 2019 gelang ihr mit Rang drei beim Nachtslalom in Flachau erstmals ein Weltcup-Podestplatz, da die zuvor drittplatzierte Anna Swenn-Larsson wegen eines Einfädlers nachträglich disqualifiziert wurde. Bei den Weltmeisterschaften 2019 in Åre gewann Liensberger die Silbermedaille im Mannschaftswettbewerb, im Slalom belegte sie den vierten Platz. Kurz vor dem Start in die Weltcup-Saison 2019/20 wollte sie von Rossignol- zu Kästle-Ski wechseln, konnte aber keinen vom ÖSV geforderten Schuhausrüstervertrag vorweisen. In Lienz stand Liensberger am 28. Dezember erstmals auch im Riesentorlauf-Weltcup auf dem Podest und landete auf dem dritten Rang.
Zu Beginn der Saison 2020/21 stand Liensberger im November 2020 in Levi zweimal als Dritte auf dem Podest. Am 29. Dezember 2020 erreichte sie beim Slalom am Semmering erstmals den zweiten Platz. Beim darauffolgenden Slalom in Zagreb am 3. Jänner 2021 konnte sie diesen Erfolg wiederholen.
Im Nachtslalom in Flachau erreichte sie am 12. Jänner zum dritten Mal hintereinander den zweiten Platz. Nach fünf von neun Rennen lag Liensberger damit im Slalom-Weltcup mit 360 Punkten hinter der Slowakin Petra Vlhová (400 Punkte) an der zweiten Stelle. Nachdem sie am 12. März im ersten Slalom von Åre erneut den zweiten Platz erreichte und von Vlhová geschlagen wurde, feierte Liensberger am darauffolgenden Tag im zweiten Slalom ihren ersten Weltcupsieg mit deutlichem Vorsprung vor Mikaela Shiffrin und Wendy Holdener. Damit konnte sie ihren drei Wochen zuvor errungenen Weltmeistertitel in derselben Disziplin bestätigen.
Beim Weltcupfinale in Lenzerheide lag Liensberger vor dem letzten Slalombewerb der Saison am 20. März 22 Punkte hinter Vlhova und 15 Punkte vor der favorisierten Shiffrin. Bei diesem abschließenden Rennen fuhr sie zweimal Laufbestzeit und konnte mit einem deutlichen Vorsprung vor Shiffrin den Tagessieg und damit erstmals in ihrer Karriere eine Disziplinenwertung, den Slalom-Weltcup, gewinnen.

### Weltmeisterschaften 2021
Am 16. Februar 2021 holte sich Liensberger bei den Weltmeisterschaften 2021 in Cortina d’Ampezzo im Parallel-Riesenslalom ex aequo mit der Italienerin Marta Bassino die Goldmedaille und somit ihre erste Einzelmedaille nach Team-Silber 2019 in Åre. Zwei Tage später gewann sie etwas überraschend Bronze im Riesenslalom, und im abschließenden Slalom am 20. Februar konnte sich die damals 23-Jährige mit Laufbestzeit in beiden Durchgängen ihren zweiten Weltmeistertitel sichern.

### Olympische Winterspiele 2022
Bei den Olympischen Winterspielen 2022 holte sich Liensberger am 7. Februar in Peking im Riesenslalom den 15. Rang und zwei Tage später im Slalom hinter der Slowakin Petra Vlhová die Silbermedaille. Im Mannschaftswettbewerb gewann sie gemeinsam mit Stefan Brennsteiner, Johannes Strolz und Katharina Truppe sowie den Ersatzläufern Michael Matt und Katharina Huber die Goldmedaille. Am 12. März konnte die 24-Jährige in Schweden an der Stätte ihres ersten Weltcup-Sieges nach dem fünften Platz im ersten Durchgang den Slalom in Åre für sich entscheiden und damit ihren dritten Weltcupsieg feiern.
Ab April 2022 wurde Liensberger vom italienischen Alpinskitrainer Livio Magoni trainiert, den der ÖSV exklusiv für ihre Betreuung engagiert hatte. Dieses Engagement erwies sich als Misserfolg, denn im Verlaufe der gesamten Saison 2022/23 konnte sie bei weitem nicht an die Leistungen der Vorjahre anknüpfen und es gelangen ihr lediglich drei Platzierungen unter den besten zehn.
Bereits im Jänner 2023 endete daher die Zusammenarbeit mit Magoni. Auch danach trat keine Verbesserung ein. So kam Liensberger bei den Weltmeisterschaften 2023 in Méribel nicht über Platz 20 im Slalom und Platz 24 im Riesenslalom hinaus, im Parallelwettbewerb konnte sie sich nicht für die Hauptrunde qualifizieren. Lediglich im Mannschaftswettbewerb erreichte sie mit dem österreichischen Team den vierten Platz.
Zu Beginn der Saison 2023/24 belegte Liensberger am 11. November 2023 beim ersten Slalom in Levi den dritten Platz hinter der Deutschen Lena Dürr und der Slowakin Petra Vlhová. 
Am 16. November 2024 konnte sie zu Beginn der Saison 2024/25 in Levi erneut aufs Podest fahren. Sie belegte den zweiten Platz vor Lena Dürr und musste sich nur Mikaela Shiffrin geschlagen geben. Anderthalb Monate später gelang ihr am 29. Dezember 2024 mit dem dritten Platz im Slalom am Semmering hinter Lena Dürr und der kroatischen Premierensiegerin Zrinka Ljutić der nächste Podestplatz. Bei den Weltmeisterschaften 2025 in Saalbach-Hinterglemm gewann sie die Bronzemedaille im Slalom.

## Persönliches
Liensberger ist liiert und lebt in Göfis, Vorarlberg.

## Auszeichnungen
- 2021: Vorarlberger Sportlerin des Jahres[27]
- 2025: Großes Goldenes Sportehrenzeichen des ÖSV[28]

## Erfolge

### Olympische Spiele
- Pyeongchang 2018: 2. Mannschaftswettbewerb, 8. Slalom
- Peking 2022: 1. Mannschaftswettbewerb, 2. Slalom, 15. Riesenslalom

### Weltmeisterschaften
- Åre 2019: 2. Mannschaftswettbewerb, 4. Slalom, 12. Riesenslalom
- Cortina d’Ampezzo 2021: 1. Parallelrennen, 1. Slalom, 3. Riesenslalom
- Méribel 2023: 4. Mannschaftswettbewerb, 20. Slalom, 20. Parallelrennen, 24. Riesenslalom
- Saalbach-Hinterglemm 2025: 3. Slalom, 5. Team-Kombination, 12. Riesenslalom

### Weltcup
- 18 Podestplätze, davon 3 Siege:

| Datum         | Ort         | Land     | Disziplin |
| ------------- | ----------- | -------- | --------- |
| 13. März 2021 | Åre         | Schweden | Slalom    |
| 20. März 2021 | Lenzerheide | Schweiz  | Slalom    |
| 12. März 2022 | Åre         | Schweden | Slalom    |

### Weltcupwertungen
| Saison  | Gesamt | Gesamt | Riesenslalom | Riesenslalom | Slalom | Slalom | Parallel | Parallel |
| Saison  | Platz  | Punkte | Platz        | Punkte       | Platz  | Punkte | Platz    | Punkte   |
| ------- | ------ | ------ | ------------ | ------------ | ------ | ------ | -------- | -------- |
| 2016/17 | 106.   | 15     | –            | –            | 44.    | 15     | –        | –        |
| 2017/18 | 36.    | 206    | 34.          | 20           | 14.    | 186    | –        | –        |
| 2018/19 | 12.    | 483    | 12.          | 133          | 7.     | 350    | –        | –        |
| 2019/20 | 16.    | 401    | 13.          | 108          | 3.     | 276    | 26.      | 17       |
| 2020/21 | 5.     | 903    | 10.          | 198          | 1.     | 690    | 16.      | 15       |
| 2021/22 | 15.    | 511    | 21.          | 104          | 4.     | 392    | 16.      | 15       |
| 2022/23 | 39.    | 232    | 20.          | 94           | 19.    | 138    | –        | –        |
| 2023/24 | 18.    | 447    | 21.          | 122          | 7.     | 325    | –        | –        |

### Europacup
- Saison 2016/17: 10. Gesamtwertung, 5. Riesenslalomwertung, 9. Slalomwertung
- 9 Podestplätze, davon 2 Siege:

| Datum             | Ort        | Land     | Disziplin    |
| ----------------- | ---------- | -------- | ------------ |
| 29. November 2017 | Funäsdalen | Schweden | Slalom       |
| 2. März 2018      | Zinal      | Schweiz  | Riesenslalom |

### Juniorenweltmeisterschaften
- Sotschi 2016: 7. Slalom, 29. Super-G
- Åre 2017: 2. Riesenslalom, 2. Mannschaftswettbewerb
- Davos 2018: 2. Riesenslalom

### Weitere Erfolge
- Gold im Mannschaftswettbewerb und Bronze im Riesenslalom beim EYOF 2015
- 6 Siege in FIS-Rennen